# Dekanat Zielona Góra – Ducha Świętego
Dekanat  Zielona Góra – Ducha Świętego – jeden z 30 dekanatów należący do diecezji zielonogórsko-gorzowskiej, metropolii szczecińsko-kamieńskiej, Kościoła rzymskokatolickiego w Polsce.

## Władze dekanatu
- Dziekan: ks. kan. Zygmunt Zimnawoda (2015-11-20)
- Wicedziekan: ks. Dariusz Karpezo (2018-08-01)
- Ojciec duchowny: ks. kan. Dariusz Orłowski (2018-08-01)
- Dekanalny duszpasterz młodzieży i powołań: ks. Tomasz Westfal (2021-09-30)

## Parafie
- Czerwieńsk – Parafia pw. św. Wojciecha

Nietków – Kościół filialny pw.  Wniebowstąpienia Pana Jezusa
- Koźla  – Parafia pw. św. Jadwigi Śląskiej

Bogaczów – Kościół filialny pw. św. Wawrzyńca
Letnica – Kościół filialny pw. św. Apostołów Szymona i Judy Tadeusza
Lipno – Kościół filialny pw. Matki Bożej Częstochowskiej
Wysoka – Kościół filialny pw. św. Teresy od Dzieciątka Jezus
Grabowiec – Kaplica pw. Najświętszego Serca Pana Jezusa
- Płoty  – Parafia pw. Najświętszej Maryi Panny Bolesnej
- Świdnica  – Parafia pw. św. Marcina

Piaski – Kościół filialny pw. Matki Bożej Rokitniańskiej
- Wilkanowo  – Parafia Najświętszego Serca Jezusowego w Wilkanowie

Buchałów – Kościół filialny pw. św. Jerzego Męczennika
- Zielona Góra – Parafia pw. Ducha Świętego
- Zielona Góra – Parafia pw. św. Alberta Chmielowskiego

Zielona Góra (Łężyca) – Kościół filialny pw. Matki Bożej Fatimskiej
- Zielona Góra – Parafia pw. św. Józefa Oblubieńca
- Zielona Góra – Parafia pw. św. Stanisława Kostki
- Zielona Góra (Przylep)  – Parafia pw. św. Antoniego Padewskiego

## Zobacz także
Dekanat Zielona Góra – Podwyższenia Krzyża Świętego
Dekanat Zielona Góra – św. Jadwigi
Diecezja zielonogórsko-gorzowska